# Darwin (Australie)
Pour les articles homonymes, voir Darwin.
Darwin (/daʁwin/ ; en anglais : /ˈdɑːwɪn/ ) est la capitale du Territoire du Nord (Northern Territory) en Australie, située sur la mer de Timor. C'est la ville la plus peuplée du Territoire du Nord, comptant 148 564 habitants. C'est la ville la plus petite et la plus au nord des capitales australiennes, agissant comme le centre régional du Top End.
La proximité de Darwin avec l'Asie du Sud-Est constitue un lien entre l'Australie et des pays comme l'Indonésie et le Timor oriental. La Stuart Highway commence à Darwin, continue vers le sud à travers le centre de l'Australie, passant par les villes de Tennant Creek et Alice Springs, et se termine à Port Augusta, en Australie-Méridionale. La ville se situe sur une falaise surplombant le port. Sa banlieue commence à Lee Point au nord et s'étend jusqu'à Berrimah à l'est. Après Berrimah, la Stuart Highway continue vers la ville satellite de Palmerston et sa banlieue.
La région de Darwin, comme la grande partie du Top End, connaît un climat tropical avec une saison humide et une saison sèche. Une période connue localement comme the build up qui précède la saison des pluies de Darwin voit la température et l'humidité augmenter. La saison des pluies de Darwin arrive généralement de la fin novembre au début décembre et se caractérise par de fortes averses de mousson, des tempêtes et des cyclones. Pendant la saison sèche, la ville a un ciel clair et une douce brise marine du port.
La grande région de Darwin est la terre ancestrale du peuple Larrakia. Le 9 septembre 1839, le HMS Beagle est entré dans le port de Darwin lors de son étude de la région. John Clements Wickham l'a nommé « Port Darwin » en l'honneur de leur ancien compagnon de navire Charles Darwin, qui avait navigué avec eux lors du précédent voyage du navire qui s'est terminé en octobre 1836. La colonie y est devenue la ville de Palmerston en 1869, mais elle a été renommée Darwin en 1911. La ville a été presque entièrement reconstruite quatre fois, à la suite des ravages causés par le cyclone de 1897, le cyclone de 1937, le bombardement pendant la Seconde Guerre mondiale et le Cyclone Tracy en 1974.

## Histoire

### Débuts
Le groupe aborigène Larrakia habitait — et continue d'habiter — la région bien avant l'arrivée des Européens. Il avait établi des routes commerciales entre l'Asie du Sud-Est et l'Ouest et le Sud de l'Australie.
Les Hollandais ont été les premiers Européens à explorer les côtes du Nord de l'Australie dans les années 1600 et ont dessiné les premières cartes de la zone, d'où les noms hollandais que l'on trouve dans la région comme la terre d'Arnhem et Groote Eylandt (la « grande île » selon l'ancienne graphie néerlandaise).
Les Anglais cherchent très rapidement à occuper la région pour empêcher l'installation de Français ou de Hollandais. Ils construisent ainsi de multiples forts dans la région entre 1824 et 1849 et incitent des colons à s'y établir, mais le climat avec ses cyclones et l'isolement de la région auront raison de ces établissements.
Le premier Britannique à visiter le port actuel de Darwin semble être le lieutenant John Lort Stokes sur le navire HMS Beagle en 1839. Le capitaine du navire, le commandant John Clements Wickham, lui donna le nom du naturaliste anglais Charles Darwin qui avait voyagé avec eux deux fois lors de précédentes expéditions. Cet endroit leur parut plus facilement habitable.

### Époque moderne
Le Territoire du Nord a d'abord été colonisé et administré par l'Australie-Méridionale jusqu'à ce que son administration soit confiée au Commonwealth en 1911. Le 5 février 1869, George Goyder, le Surveyor-General d'Australie méridionale installa une petite colonie de 135 personnes à Port Darwin. Il nomma l'endroit Palmerston, d'après le nom du Premier ministre britannique de l'époque, Lord Palmerston. En 1870 fut installé à Darwin le premier télégraphe intercontinental qui permit à l'Australie de communiquer avec le reste du monde. La découverte de gisements d'or à Pine Creek dans les années 1880 favorisa le développement de la colonie. En 1911, avec le transfert de compétence au Commonwealth, la ville reprit le nom officiel de Darwin.
Le 19 février 1942, à 9 h 57, durant la Seconde Guerre mondiale, 188 avions du Service aérien de la Marine impériale japonaise larguèrent en deux vagues successives de nombreuses bombes sur la ville dans le bombardement de Darwin. L'attaque tua 243 habitants et créa d'énormes dégâts. Ce fut la plus importante attaque militaire que l'Australie ait jamais connue mais ce ne fut qu'un premier raid avant beaucoup d'autres.
Le 26 janvier 1956 (« Australia day »), la ville obtint son statut officiel de city.
Darwin a été largement détruite par le cyclone Tracy le 25 décembre 1974. Il provoqua la mort de 71 personnes et détruisit 70 % des bâtiments en pierre de la ville (notamment la mairie). Plus de 30 000 personnes durent être évacuées par un pont aérien et la ville fut alors reconstruite à l'aide de matériaux et techniques modernes. Une annexe de Darwin fut créée dans les années 1980 à 20 km au sud-est de Darwin et prit le nom de Palmerston.
Le 17 septembre 2003, la ligne de chemin de fer Adélaïde-Darwin fut achevée. Longue de 2 979 km, elle reliait pour la première fois le Sud et le Nord du continent.

## Géographie

### Situation
Darwin est située dans le fuseau horaire UTC+09:30.
Darwin est située dans le Territoire du Nord, sur la mer de Timor, à 1 291 km au nord-nord-ouest d'Alice Springs, à 2 849 km à l'ouest-nord-ouest de Brisbane et à 3 150 km au nord-ouest de Sydney.
Le cœur de ville se situe sur un promontoire surplombant le port de Darwin, entre la Frances Bay à l'est et le Cullen Bay à l'ouest.
Darwin est plus proche de cinq capitales étrangères que de Canberra, la capitale de l'Australie :
- Canberra : 3 146 kilomètres (1 955 miles) ;
- Dili (Timor oriental) : 721 kilomètres (448 miles) ;
- Port Moresby (Papouasie-Nouvelle-Guinée) : 1 812 kilomètres (1 126 miles) ;
- Jakarta (Indonésie) : 2 735 kilomètres (1 699 miles) ;
- Bandar Seri Begawan (Brunei) : 2 610 kilomètres (1 622 miles) ;
- Melekeok (Palaos) : 2 259 kilomètres (1 404 miles).

Quelques autres capitales sont à peine plus éloignées que Canberra :
- Singapour : 3 350 kilomètres (2 082 miles) ;
- Manille (Philippines) : 3 199 kilomètres (1 988 miles) ;
- Honiara (Salomon) : 3 195 kilomètres (1 985 miles) ;

Enfin :
- Ambon (Indonésie) : 1 018 kilomètres (632 miles).

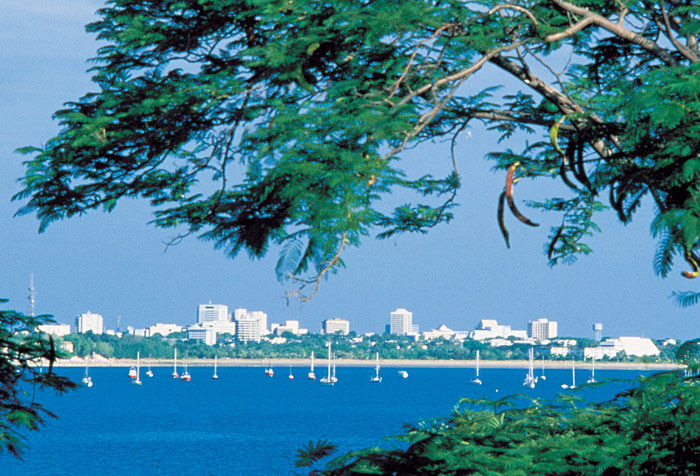
Darwin, 1993.
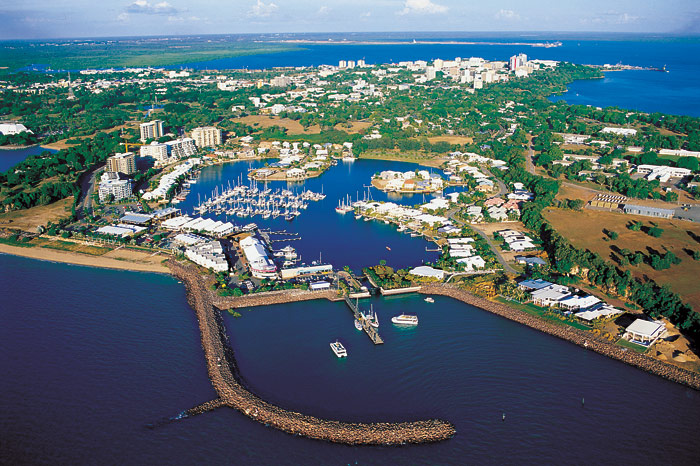
Darwin, vue de la marina de Cullen Bay
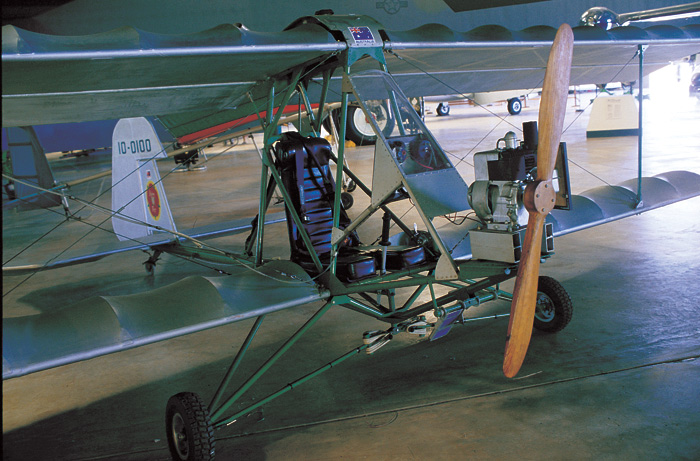
Le 1er avion du musée de l'aviation à Darwin
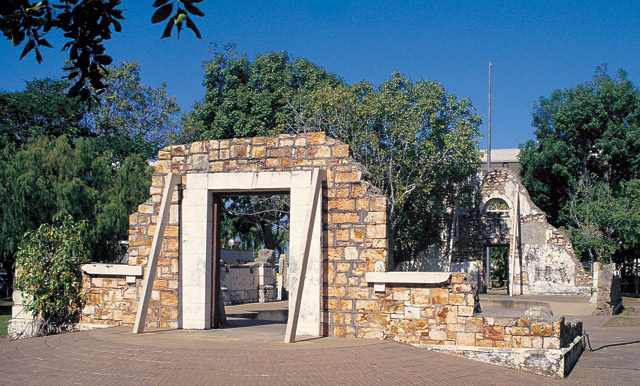
Ruines de la mairie de Darwin
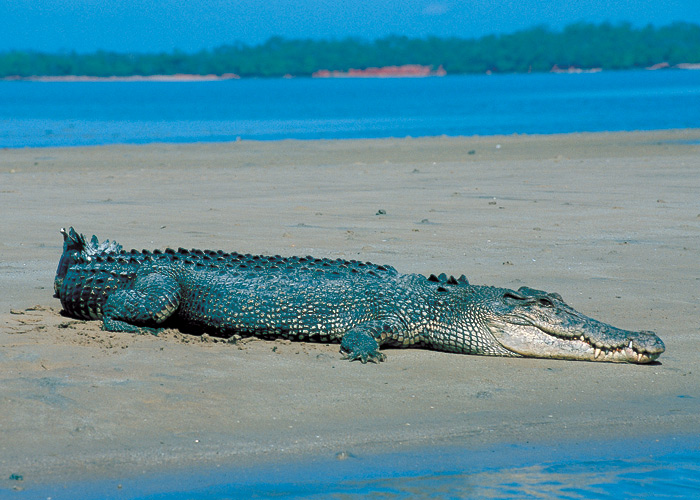
Crocodile marin près de Darwin
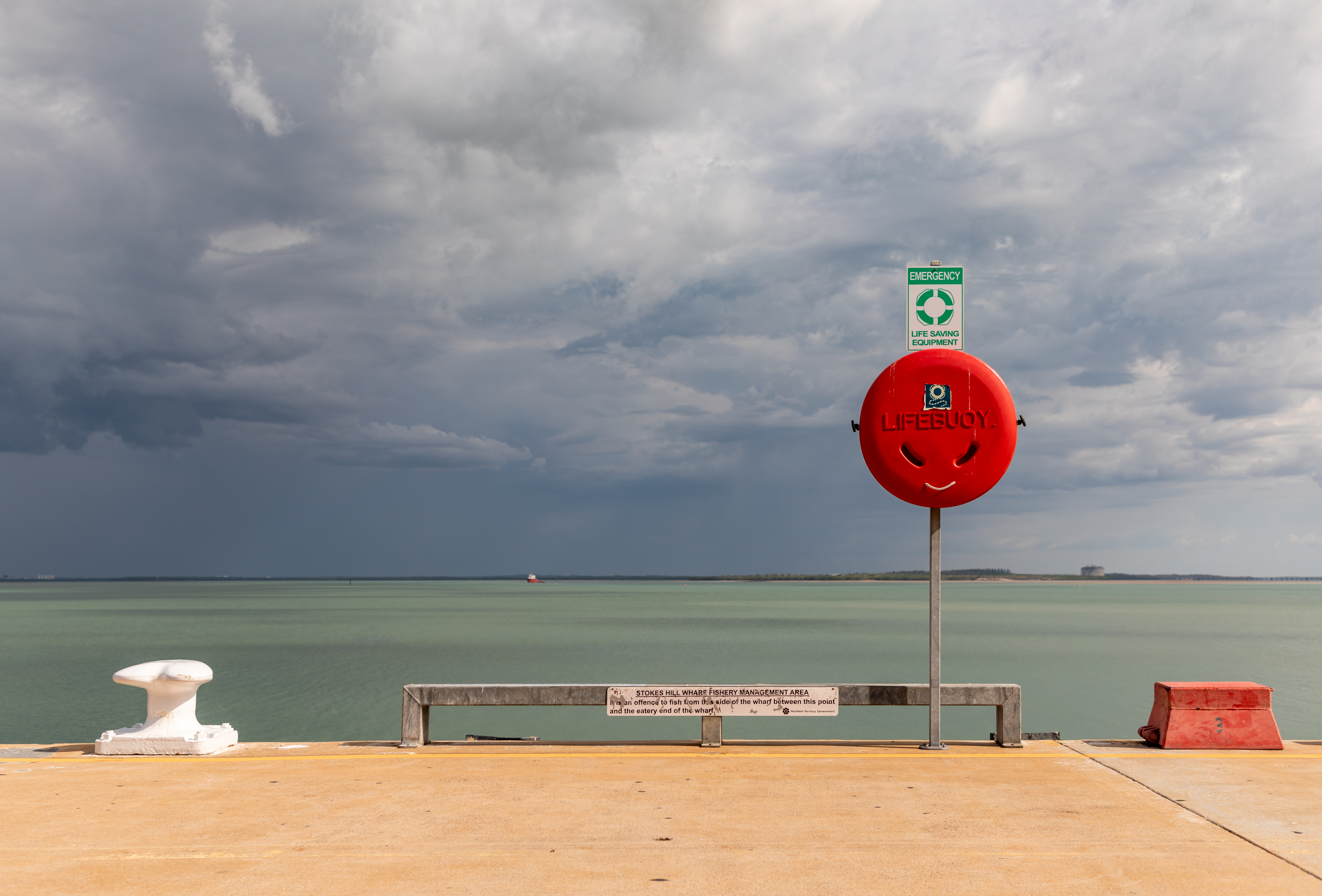
La mer vers Stokes Hill Wharf (en), le plus important quai de Darwin. Novembre 2019.

### Climat

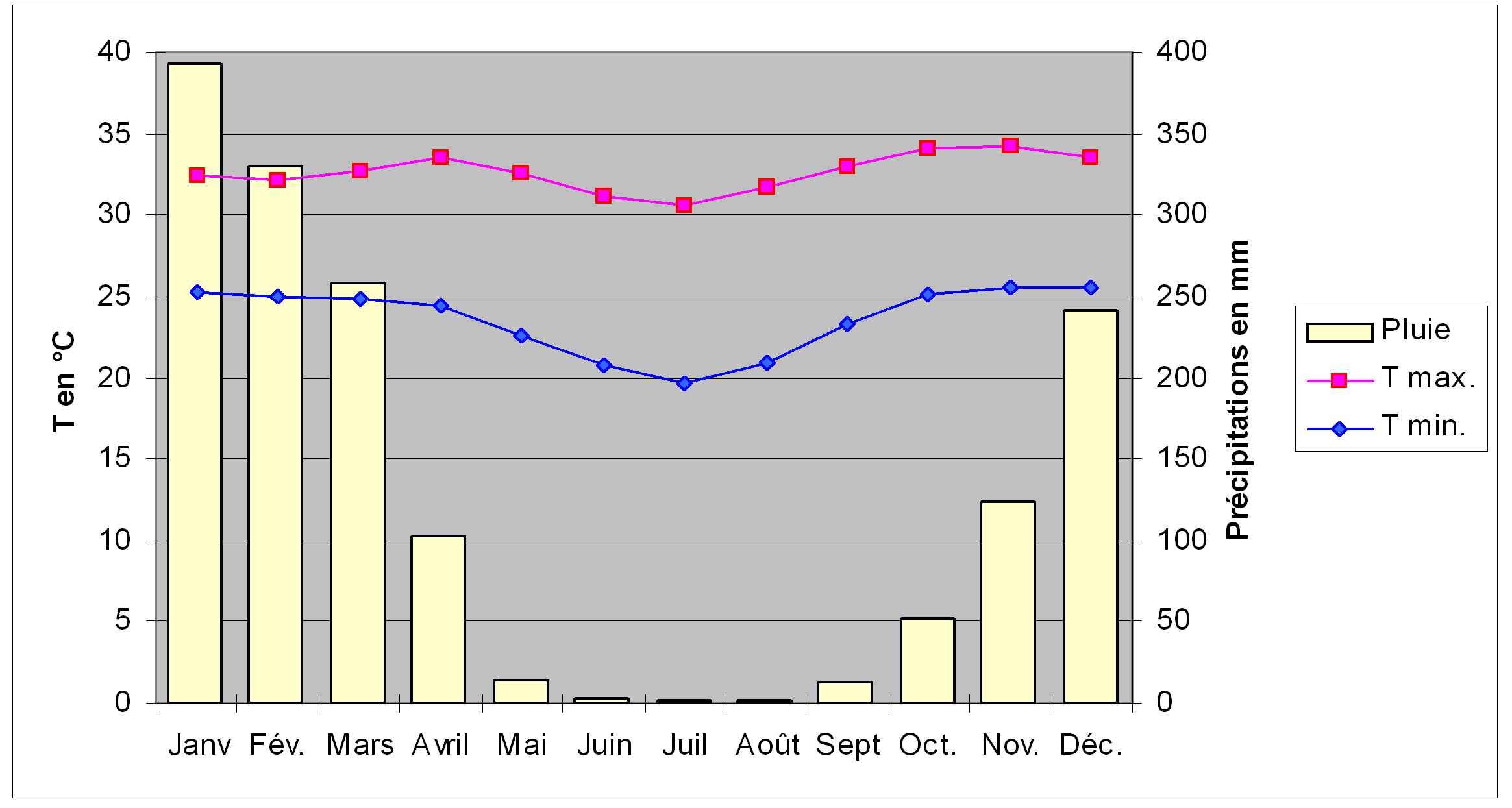
Thermométrie et pluviométrie à Darwin, Source : Bureau of Meteorology

Darwin a un climat tropical de savane(Köppen: Am) avec une saison humide entre novembre et avril et une saison séche entre mai et octobre.
Les températures maximales moyennes sont toute l'année supérieures à 30 °C (de 31,1 °C en juillet à 33,8 °C en octobre), alors que les températures minimales ne descendent pratiquement jamais en dessous de 15,0 °C (de 19,3 °C en juillet à 25,5 °C en décembre). Les précipitations atteignent 1 832,4 mm par an avec 470,4 mm en janvier, pendant la mousson
La saison sèche va de mai à septembre (hiver austral), où les journées sont chaudes et ensoleillées avec une humidité relative de 40 %. Il y a en moyenne 1 à 2 jours de pluie pendant cette période. Les températures minimales peuvent descendre en plein hiver (juin ou juillet) à 14 °C.
Le mois le plus chaud de l'année est novembre, au début de la saison des pluies.
Pendant la saison humide, la ville est soumise aux cyclones tropicaux et aux pluies de mousson. Les plus fortes précipitations ont lieu entre décembre et avril avec des orages qui, s'ils ne sont pas quotidiens, sont tout de même très fréquents, avec en permanence une humidité relative moyenne supérieure à 70 %. Le ciel est pratiquement toujours encombré de gros nuages menaçants avec des éclairs incessants et le mois de janvier ne connaît que 6 heures d'ensoleillement en moyenne.
| Mois                                            | jan.  | fév.  | mars  | avril | mai   | juin | jui.  | août  | sep. | oct.  | nov.  | déc.  | année   |
| ----------------------------------------------- | ----- | ----- | ----- | ----- | ----- | ---- | ----- | ----- | ---- | ----- | ----- | ----- | ------- |
| Température minimale moyenne (°C)               | 25,1  | 25,1  | 24,9  | 24,2  | 22,3  | 20   | 19,3  | 19,8  | 22,9 | 24,8  | 25,4  | 25,5  | 23,3    |
| Température moyenne (°C)                        | 28,6  | 28,4  | 28,6  | 28,6  | 27,3  | 25,6 | 25,2  | 25,9  | 28   | 29,3  | 29,6  | 29,3  | 27,9    |
| Température maximale moyenne (°C)               | 32    | 31,7  | 32,3  | 33    | 32,3  | 31,1 | 31,1  | 31,9  | 33,1 | 33,8  | 33,7  | 33    | 32,4    |
| Record de froid (°C)                            | 20,2  | 17,2  | 19,2  | 16    | 13,8  | 12,1 | 10,4  | 13    | 14,3 | 19    | 19,3  | 19,8  | 10,4    |
| Record de chaleur (°C)                          | 36,1  | 36    | 36    | 36,7  | 36    | 35   | 35    | 37    | 38   | 38,9  | 37,3  | 37,1  | 38,9    |
| Ensoleillement (h)                              | 176,7 | 162,4 | 213,9 | 264   | 300,7 | 303  | 319,3 | 325,5 | 297  | 294,5 | 255   | 198,4 | 3 110,4 |
| Précipitations (mm)                             | 470,7 | 412,4 | 313,7 | 105,1 | 20,7  | 2,1  | 0,9   | 0,8   | 14,3 | 68,9  | 143,5 | 279,3 | 1 832,4 |
| dont nombre de jours avec précipitations ≥ 1 mm | 19,6  | 18,2  | 16,8  | 7,6   | 1,7   | 0,2  | 0,1   | 0,2   | 1,5  | 5,5   | 10,1  | 15    | 96,5    |
| Humidité relative (%)                           | 71    | 74    | 67    | 52    | 41    | 36   | 36    | 38    | 47   | 51    | 58    | 66    | 62      |

## Économie
Les deux principaux secteurs économiques de la ville sont l'industrie minière et le tourisme.
Les principales ressources minières sont l'or et la bauxite mais il y a aussi du manganèse et de l'uranium. On trouve, en mer de Timor, des réserves de gaz et de pétrole.
Le tourisme emploie 8 % des habitants de Darwin et est en plein développement aussi bien pour les visiteurs en provenance du reste de l'Australie que ceux de l'étranger, et cela que ce soit en saison sèche ou en saison des pluies.
Les investissements du gouvernement fédéral sont aussi un des principaux moteurs de l'économie régionale.
La présence militaire, tant à Darwin que dans le reste du Territoire du Nord, permet de faire travailler 11 000 personnes. Les événements politiques au Timor, tout proche, font que la ville abrite de nombreux fonctionnaires des Nations unies depuis 1999.
Le port de Darwin devrait accroître son importance grâce à la mise en valeur des réserves pétrolières de la mer de Timor et l'amélioration des relations avec le reste du continent permise par l'achèvement de la voie de chemin de fer qui facilite l'acheminement des marchandises.
En 2005 a démarré à Darwin un certain nombre de grands travaux : le développement du quartier du port (Wharf Precint) qui abrite un important centre des Congrès, des nombreux appartements, des commerces de détail et des centres de loisirs comme une grande piscine à vagues ou un lagon où il sera possible de se baigner en toute sécurité. Un quartier de Chinatown a démarré avec un parking à plusieurs étages, des commerces de détail de produits chinois et des restaurants asiatiques.
En juin 2008, son taux de chômage est de 2,9 %, ce qui est presque deux fois moins que le taux national. Darwin, tout comme la majeure partie du reste du pays, est en situation de plein emploi.

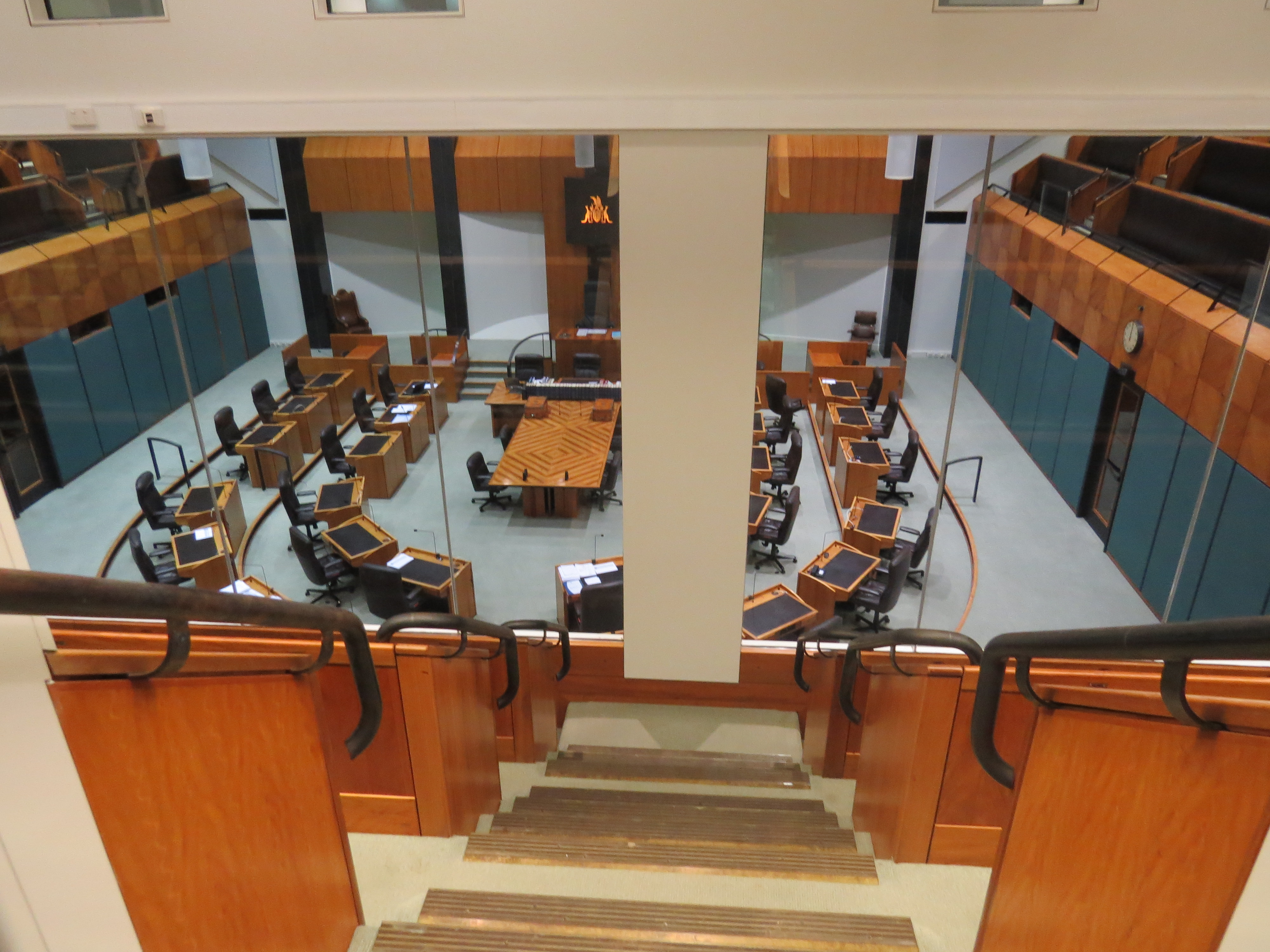
Assemblée législative du Territoire du Nord
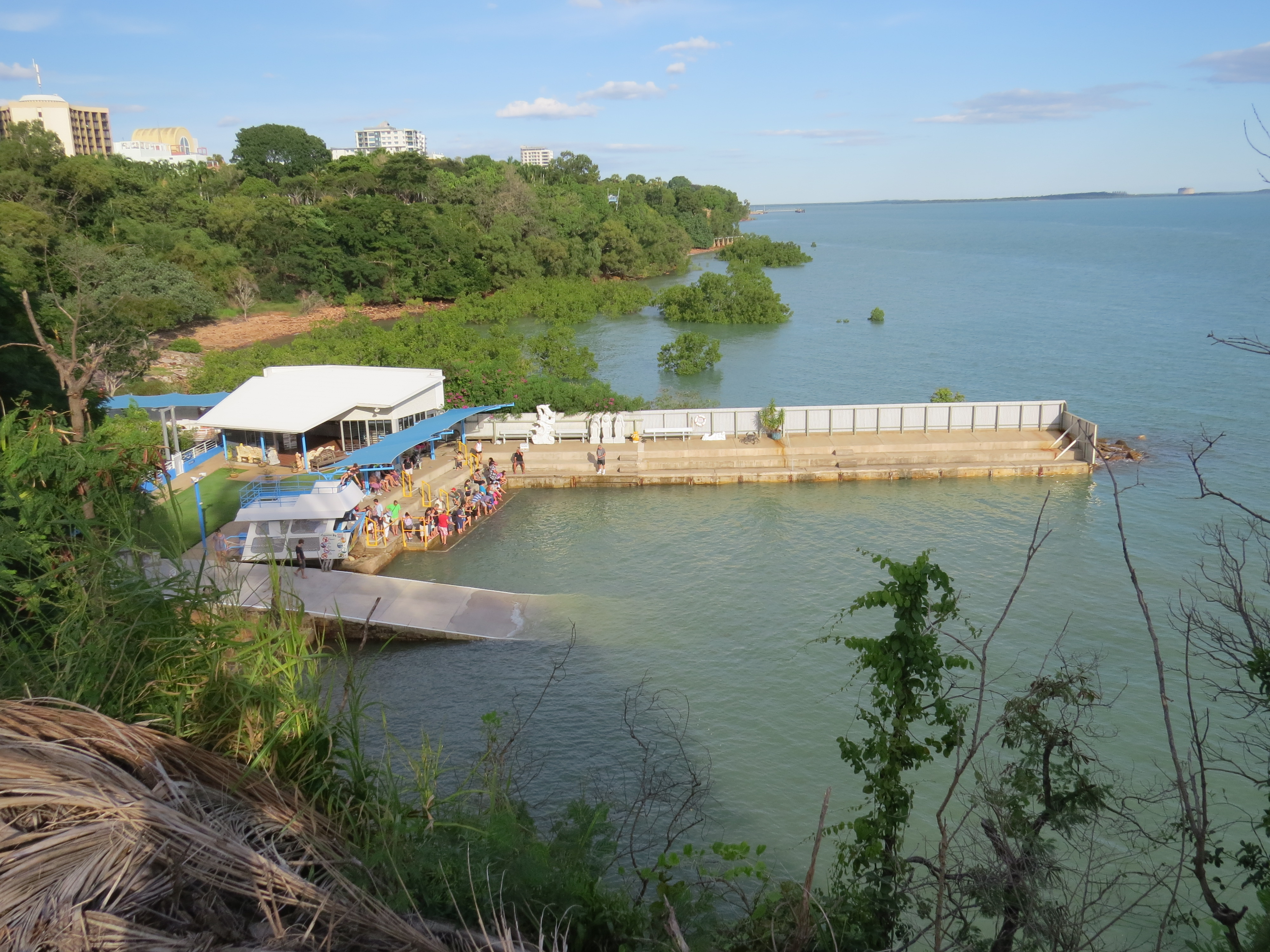
Nourrissage des poissons à Darwin (2014)
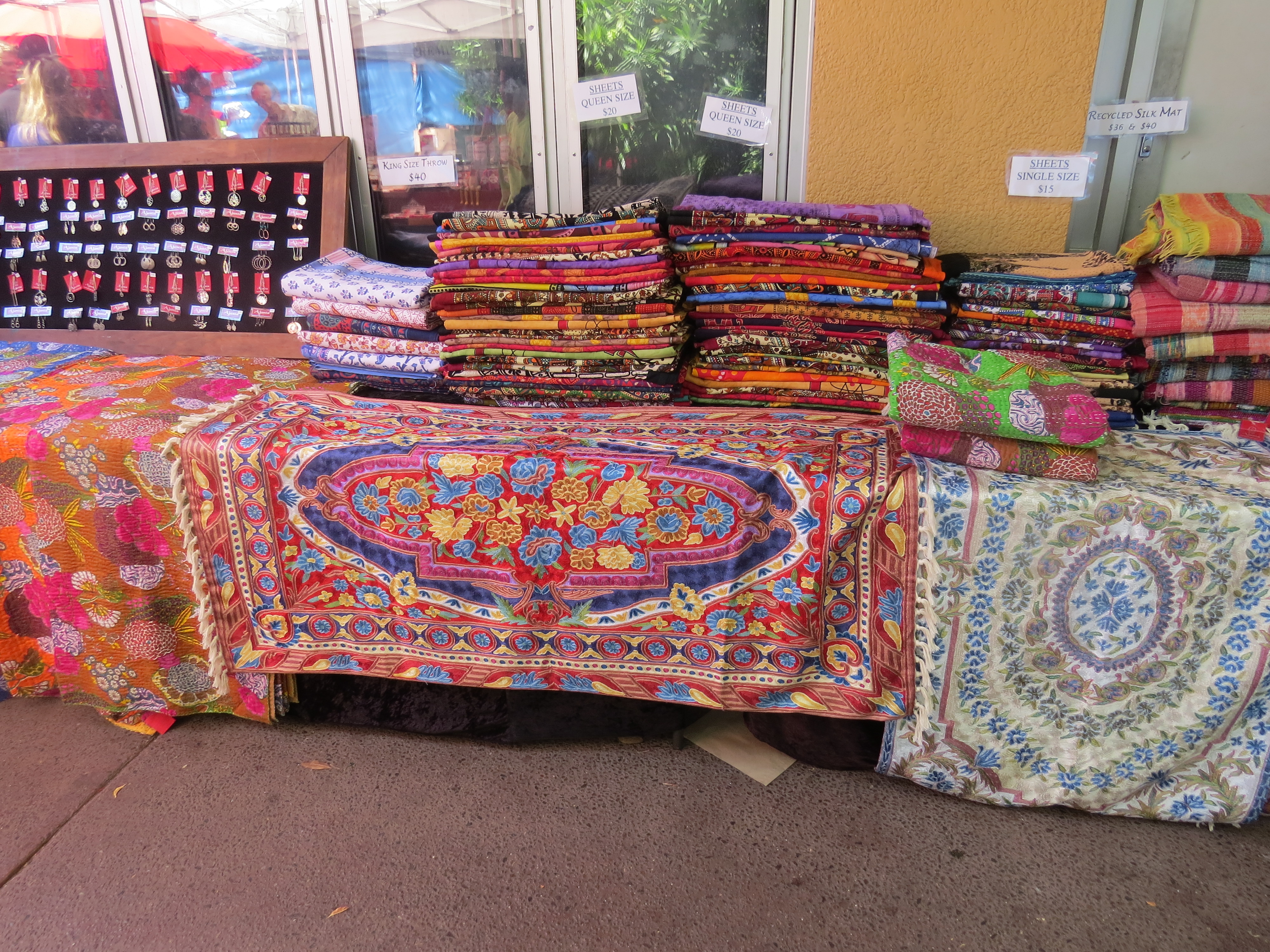
Banc sur le marché de Darwin (2014)
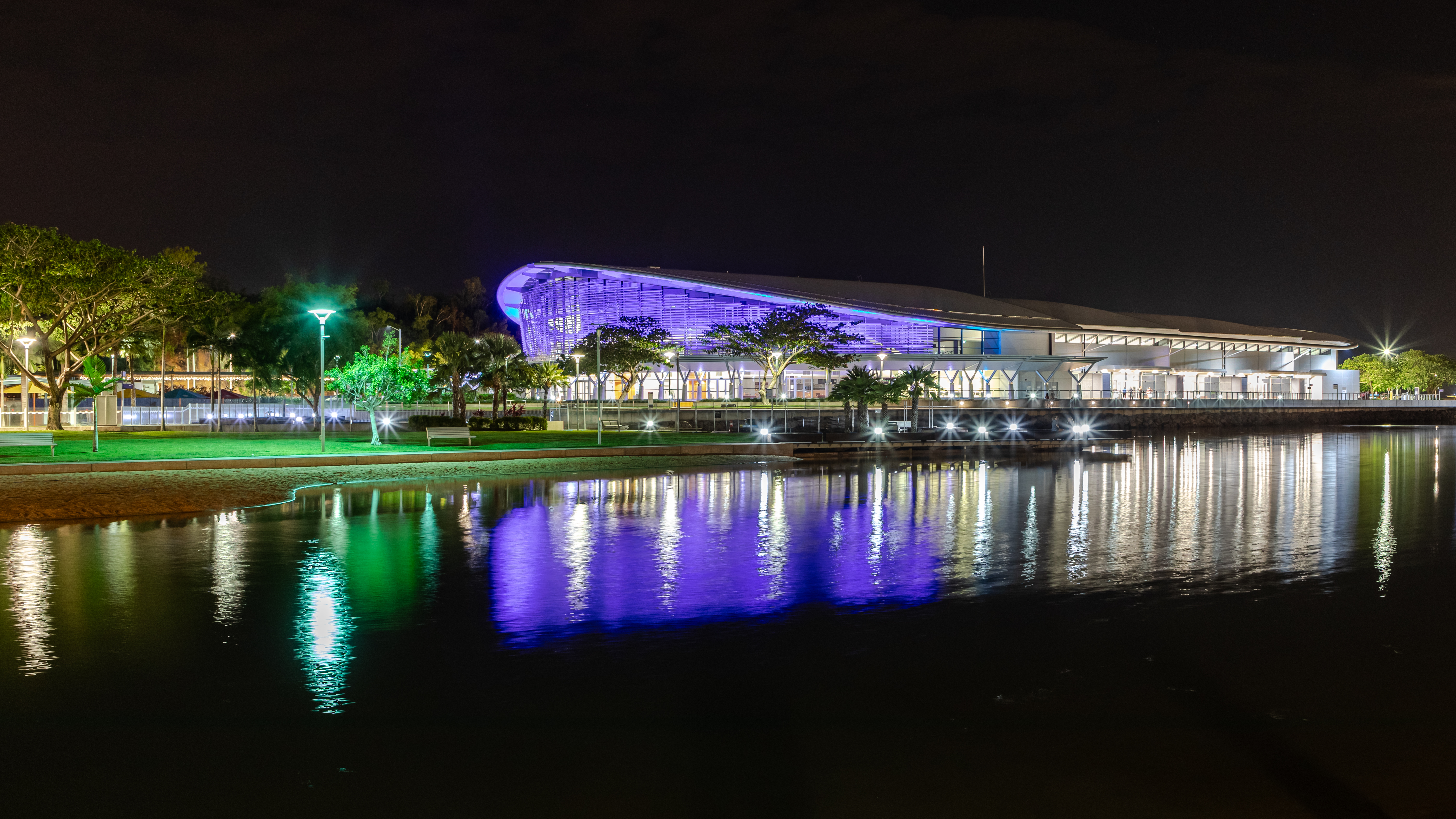
Le Darwin Waterfront Precinct (2019).

## Démographie
Selon les résultats du recensement de 2016, 24,5 % des personnes interrogées se disent d'origine australienne, 21,5 % d'origine anglaise, 7,3 % irlandaise, 5,8 % écossaise et 3,3 % allemande.
En 2016, les Aborigènes forment 8,7 % de la population (soit 11 960 personnes).
37,3 % de la population de Darwin est née en dehors de l'Australie. 3,6 % sont nés aux Philippines, 3,1 % en Angleterre, 2,1 % en Nouvelle-Zélande, 2,0 % en Inde, 0,9 % en Grèce.
La ville a une population jeune avec un âge médian de 33 ans (contre 38 ans au niveau national).
Alors que 32,8 % des habitants du territoire déclarent ne pas avoir de religion, 21,6 % déclarent appartenir à l'Église catholique, 8,7 % à l'Église anglicane, 3,2 % à l'Église unifiée d'Australie (19 % déclarent être d'une autre confession).
Enfin, alors que 67,9 % de la population du territoire déclare ne parler qu'anglais à la maison, 2,3 % déclare parler le grec, 1,9 % le tagalog, 1,4 % le mandarin, 1,2 % le philippin et 0,8 % l'indonésien.

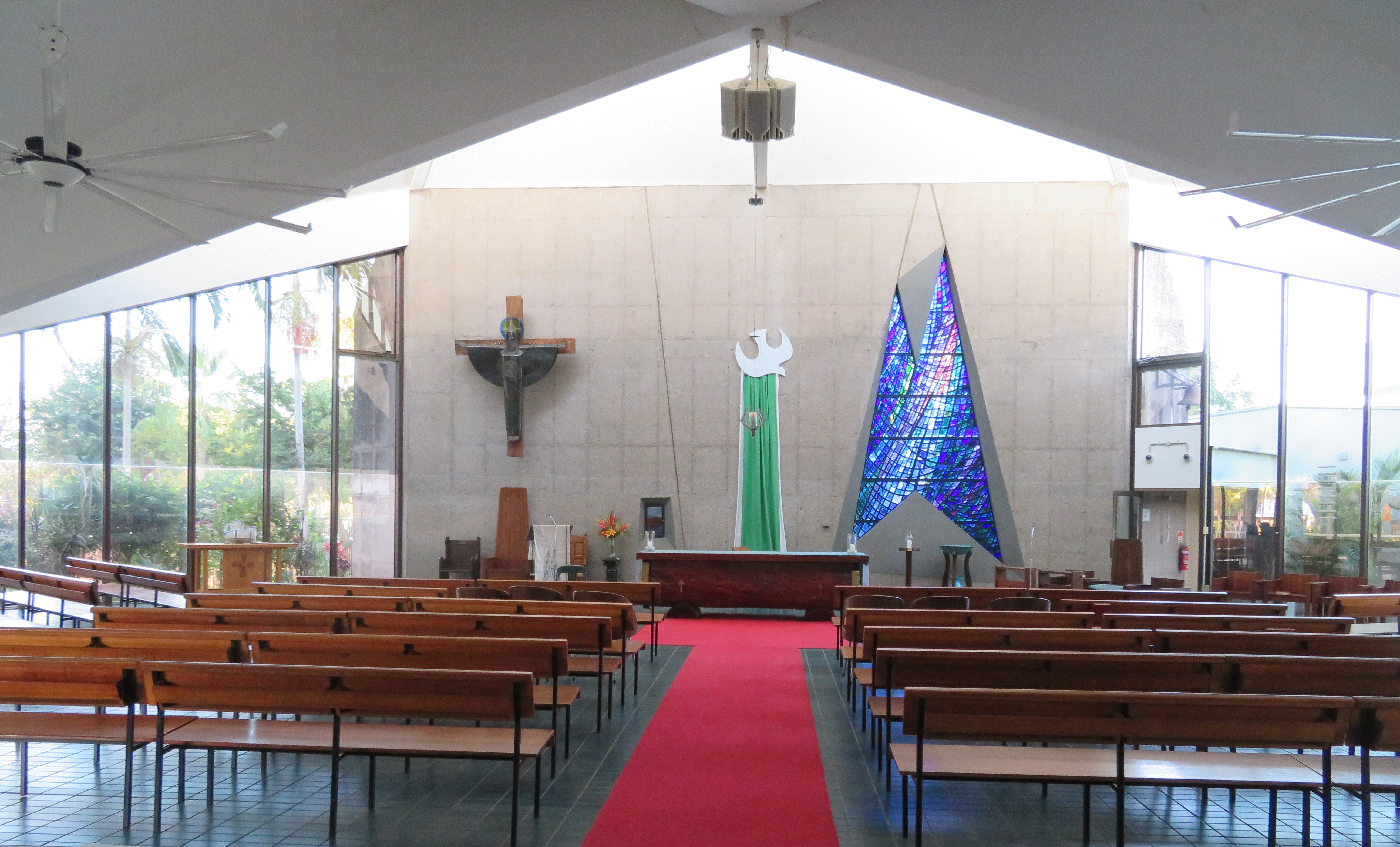
Cathédrale anglicane Christ Church.
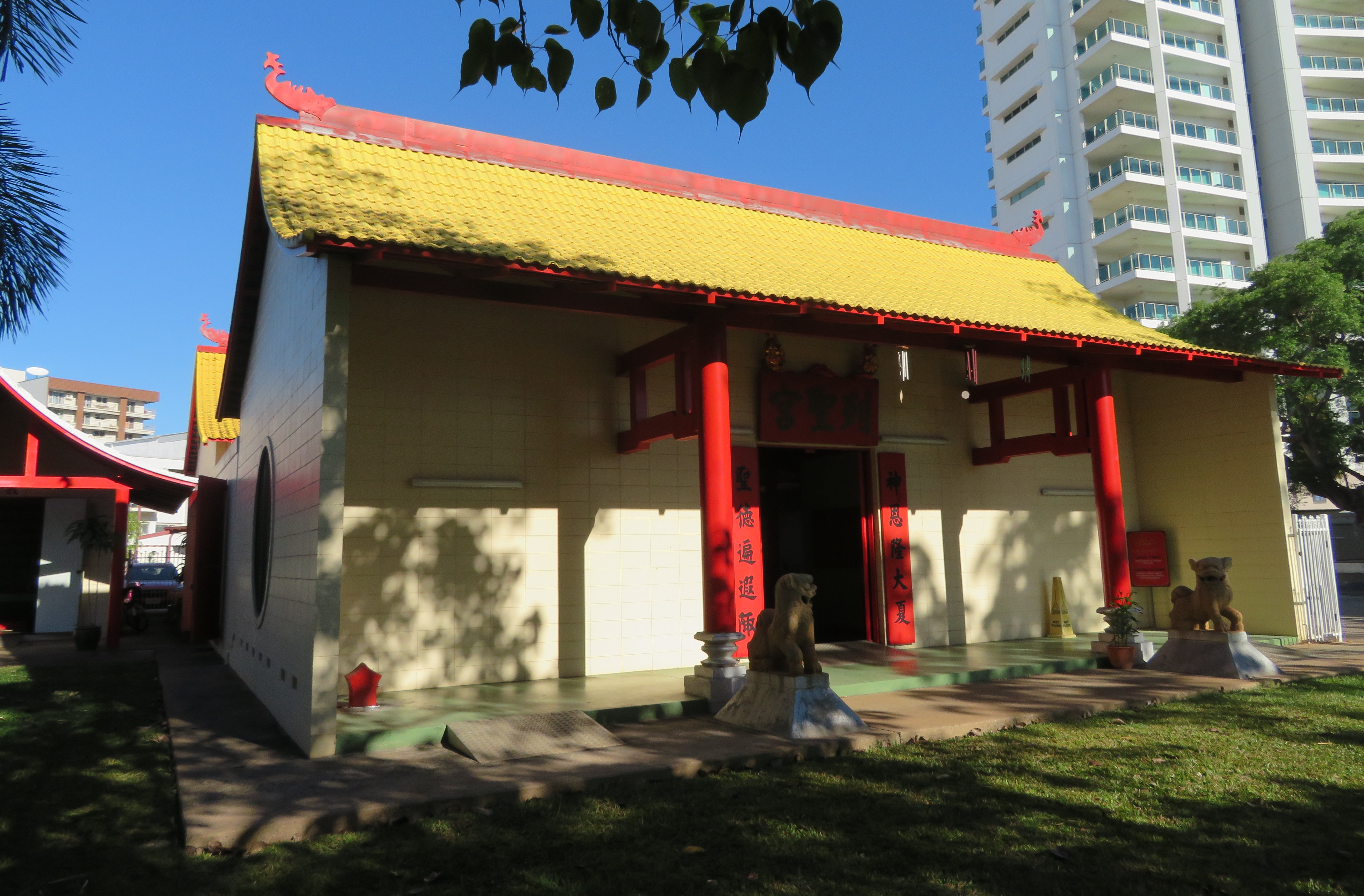
Temple chinois.
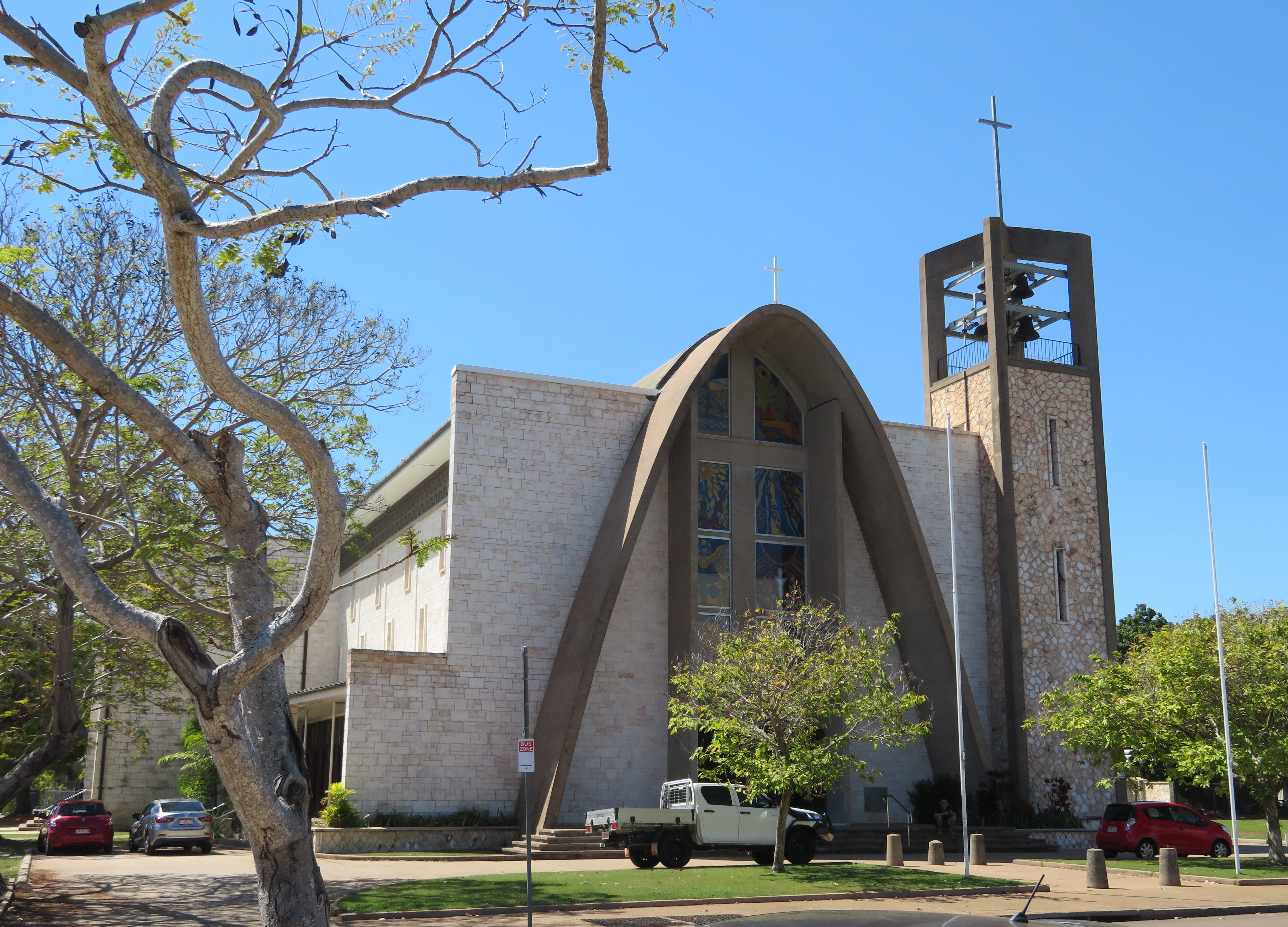
Cathédrale catholique de Darwin.
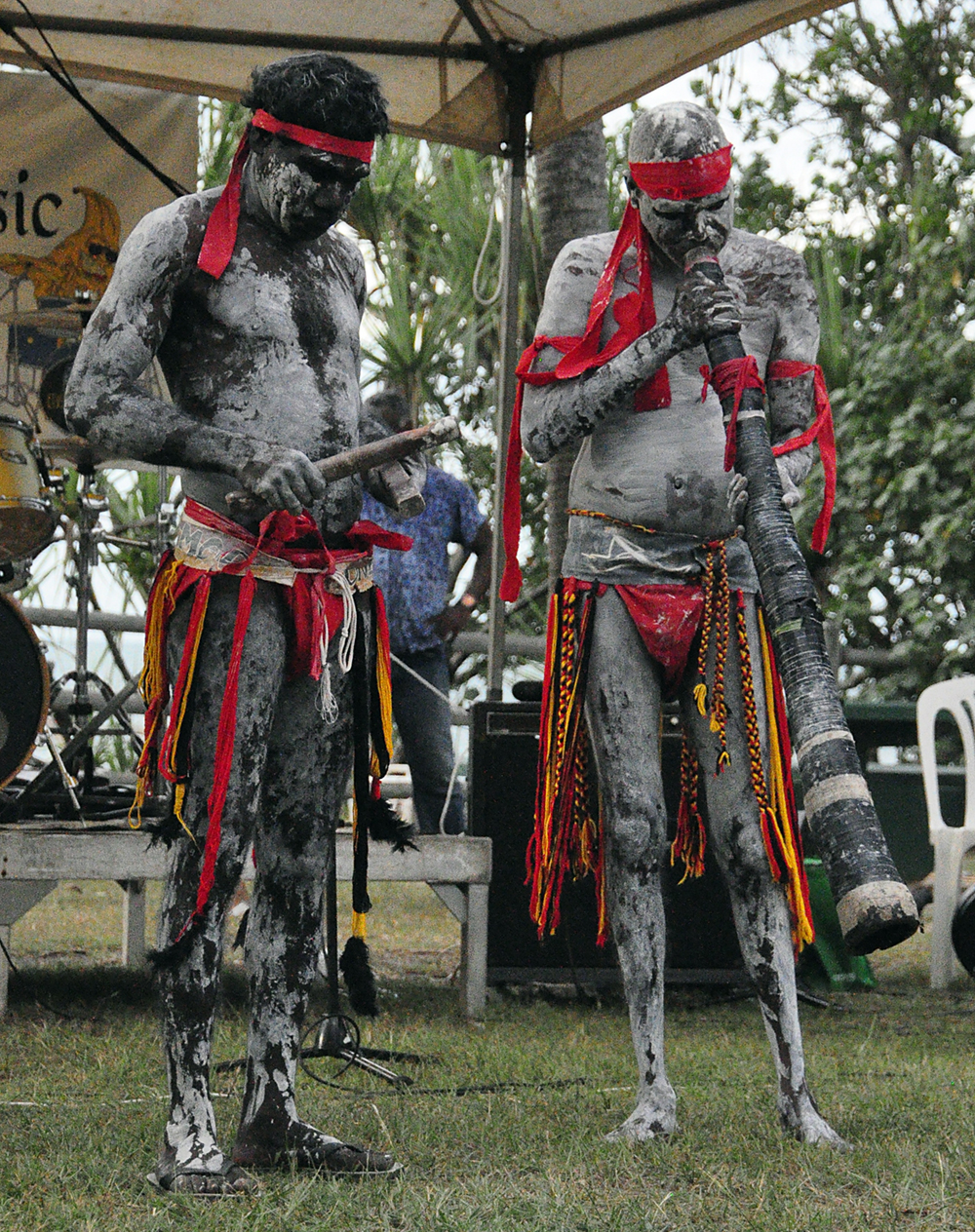
Joueurs de didjeridoo et clapstick (en) lors du festival Seabreeze.

### Personnalité
- David Lindsay (1856-1922), explorateur, y est mort.
- Gary Lee, artiste larrakia, y vit.

### Autour de Darwin
Dans son roman Piège nuptial (1994), Douglas Kennedy fait débuter le périple de son héros, Nicholas Hawthorne, dans la ville de Darwin. Celui-ci souhaite initialement travers l’Australie du nord au sud.